# Віїшоара (Відра, Вранча)
Віїшоара (рум. Viișoara) — село у повіті Вранча в Румунії. Входить до складу комуни Відра.
Село розташоване на відстані 174 км на північ від Бухареста, 37 км на північний захід від Фокшан, 148 км на південний захід від Ясс, 108 км на північний захід від Галаца, 98 км на схід від Брашова.

## Населення
За даними перепису населення 2002 року у селі проживали 788 осіб, усі — румуни. Усі жителі села рідною мовою назвали румунську.